# Jason Smith (Snowboarder)
Jason Smith (* 11. Januar 1982 in Aspen) ist ein ehemaliger US-amerikanischer Snowboarder. Er startete in der Disziplin Snowboardcross.

## Werdegang
Smith nahm im März 2000 in Park City erstmals am Snowboard-Weltcup teil, wobei er die Plätze 45, 35 und 29 errang. In der Saison 2004/05 erreichte er nach Platz 32 im Snowboardcross-Weltcup in der Saison 2003/04 mit zwei achten Plätzen seine ersten Top-Zehn-Platzierungen im Weltcup und zum Saisonende den 32. Rang im Snowboardcross-Weltcup. In der Saison 2005/06 kam er im Weltcup zweimal unter die ersten Zehn und errang mit dem 32. Platz im Gesamtweltcup sowie dem zehnten Platz im Snowboardcross-Weltcup seine besten Gesamtergebnisse. Dabei holte er am Kronplatz seinen einzigen Weltcupsieg. Bei seiner einzigen Teilnahme an Olympischen Winterspielen im Februar 2006 in Turin wurde er Sechster. In der folgenden Saison belegte er den 25. Platz im Snowboardcross-Weltcup und bei den Snowboard-Weltmeisterschaften 2007 in Arosa den achten Platz. In den folgenden Jahren erreichte er im Weltcup meist Platzierungen außerhalb der ersten Zehn. Seinen 42. und damit letzten Weltcup absolvierte er im Januar 2010 im Stoneham, welchen er auf dem 32. Platz beendete.

## Teilnahmen an Weltmeisterschaften und Olympischen Winterspielen

### Olympische Winterspiele
- 2006 Turin: 6. Platz Snowboardcross

### Snowboard-Weltmeisterschaften
- 2007 Arosa: 8. Platz Snowboardcross

## Weltcupsiege und Weltcup-Gesamtplatzierungen

### Weltcupsiege
| Nr. | Datum           | Ort       | Disziplin      |
| --- | --------------- | --------- | -------------- |
| 1.  | 14. Januar 2006 | Kronplatz | Snowboardcross |

### Weltcup-Gesamtplatzierungen
| Saison    | Gesamt | Gesamt | Snowboardcross | Snowboardcross |
| Saison    | Punkte | Platz  | Punkte         | Platz          |
| --------- | ------ | ------ | -------------- | -------------- |
| 1999/2000 | 6      | 127.   | 36             | 113.           |
| 2003/04   | -      | -      | 794            | 30.            |
| 2004/05   | -      | -      | 690            | 32.            |
| 2005/06   | 2200   | 32.    | 2200           | 10.            |
| 2006/07   | 460    | 117.   | 460            | 25.            |
| 2007/08   | 472    | 145.   | 472            | 36.            |
| 2008/09   | 860    | 90.    | 860            | 25.            |
| 2009/10   | 114    | 224.   | 114            | 52.            |